# George Miller
George Kusunoki Miller (født 18. september 1992) er en youtuber, der er mest kendt som sin fiktive figur Filthy Frank. Frank optræder i sin egen serie på Youtube: The Filthy Frank Show. Serien kørte fra 2011 til 2017. Filthy Frank showet blev ofte opfattet som kraftigt provokerende.

## Karriere
Miller oprettede sin første youtube-kanal (DizastaMusic) i juni 2008. Han startede med at lave en række videoer med ham selv og hans venner. I 2013 lavede Miller og nogle venner en video ved navn DO THE HARLEM SHAKE (som også blev et internet fænomen), og der fik hans kanal sin første succes. I 2013 oprettede Miller en anden kanal (TVFilthyFrank), som han derefter flyttede sit show til. George Miller var en meget succesfuld youtuber, og hans kanal (TVFilthyFrank) nåede 7 millioner følgere. I serien optræder andre fiktive figurer, ligeledes spillet af Miller, f.eks. Pink Guy, Salamander Man, Chin Chin, osv.
Miller har udgivet 2 comedy-albums: Pink Guy (2014) og Pink season (2017) under Pink Guy figuren, samt en bog: Francis of the filth (2017)
Den 29. december 2017 forklarede Miller i et tweet, at han havde besluttet at træde væk fra comedy, grundet mistet interesse og sundhedsproblemer, samt at YouTube var begyndt at "demonetize" hans videoer. Han ville hellere fokusere mere på sin musikalske karriere.